# Radquer Frenkendorf
De Radquer Frenkendorf (Nederlands: Veldrit Frenkendorf) is een wedstrijd in het veldrijden, die verreden wordt in Zwitserland. Recordhouder is Francis Mourey met 5 zeges.